# Sender Rostock-Stadtweide
Der Sender Rostock-Stadtweide war ein Rundfunksender für Mittelwelle in Rostock, der auf der Frequenz 558 kHz mit 20 kW Sendeleistung betrieben wurde.
Er ersetzte in den 1970er Jahren eine Anlage in einer ehemaligen Kiesgrube in Diedrichshagen und diente zur Verbreitung des Programms DDR 1 und in den Sommermonaten zur Verbreitung der Ferienwelle.
1992 wurde die Anlage dem NDR übergeben und 1994 stillgelegt.